# Задворный, Руслан Николаевич
Руслан Николаевич Задворный (род. 21 апреля 1976, Симонов, Ровненская область) — украинский самбист, чемпион мира среди студентов 1998 года, чемпион (1999, 2004) и бронзовый призёр (2003, 2006) чемпионатов Европы, бронзовый призёр чемпионатов мира 1998, 1999 и 2004 годов, победитель (1998) и серебряный призёр (2004) розыгрышей Кубка мира, Заслуженный мастер спорта Украины по самбо. Выступал во первой средней (до 82 кг) и второй средней (до 90 кг) весовых категориях. Тренером Задворного был Геннадий Горохов. Задворный является судьёй международной категории. В 1999 году окончил Каменец-Подольский педагогический институт. Работал тренером в Нетешинской детско-юношеской спортивной школе и харьковском спортивном клубе «Самбо-98».